# Präfekturuniversität für Gesundheitswissenschaften Gunma

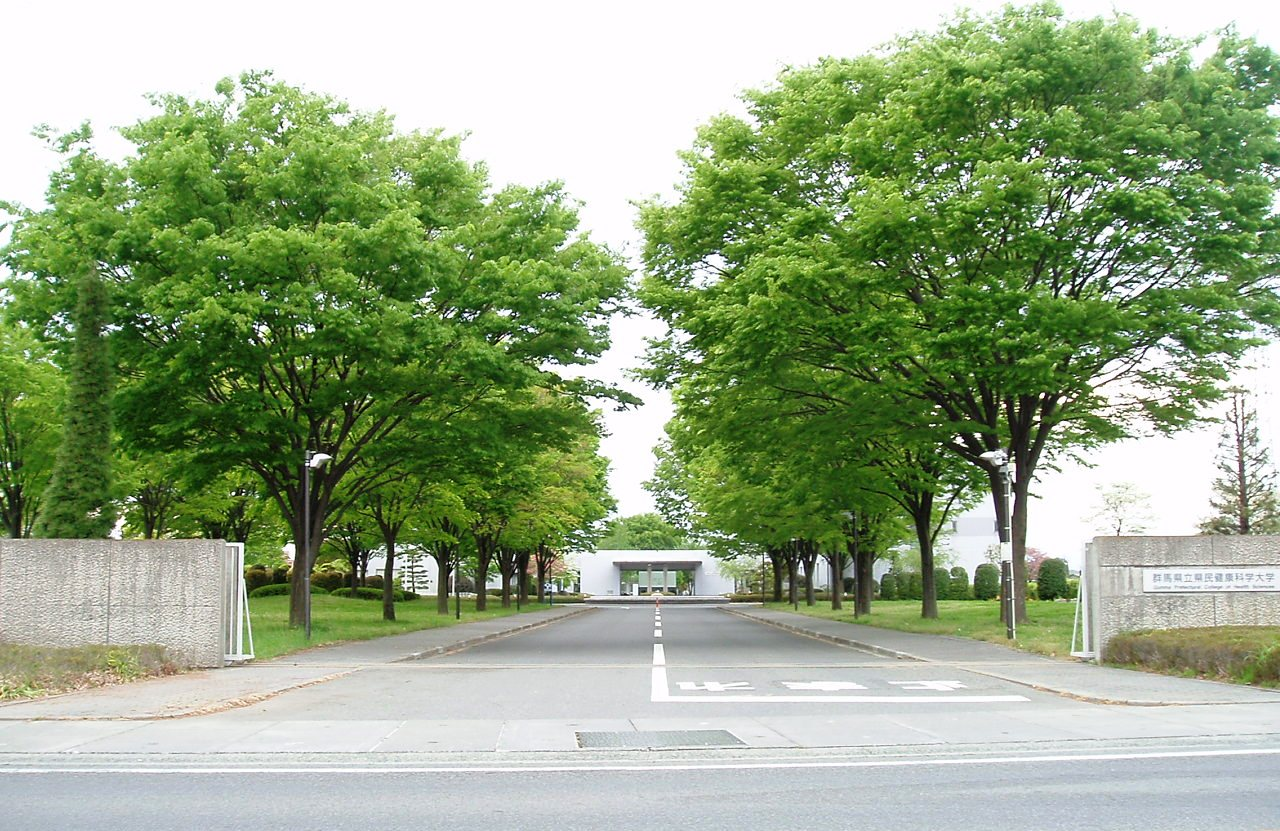
Haupttor (2011)

Die Präfekturuniversität für Gesundheitswissenschaften Gunma (japanisch 群馬県立県民健康科学大学 Gunma-kenritsu kemmin kenkō kagaku daigaku, wörtlich  „Präfekturale Universität für Gesundheitswissenschaften der Präfekturbürger Gunma“; engl. Gunma Prefectural College of Health Sciences, kurz: G.C.H.S) ist eine öffentliche Universität in Maebashi in der Präfektur Gunma (Japan).
Der Ursprung der Universität liegt in der 1952 gegründeten Präfekturalen Krankenpflegeschule Gunma (群馬県立看護学院). 1970 wurden sie und die Präfekturale Schule für Röntgentechniker Gunma (gegründet 1958) zur Präfekturalen Hochschule für Wohlfahrtswissenschaften Gunma (群馬県立福祉大学校) zusammengelegt. 1993 entwickelte sie sich zur Präfekturalen Kurzuniversität für Gesundheitswissenschaften Gunma (群馬県立医療短期大学, Gunma-kenritsu iryō tanki daigaku), 2005 dann zur vierjährigen Präfekturuniversität für Gesundheitswissenschaften Gunma. 2009 richtete sie die Graduiertenschule (Masterstudiengänge) ein, 2016 dann die Doktorkurse.

## Fakultäten
- Fakultät für Pflegewissenschaften
- Fakultät für Radiologie